# Decerebrační rigidita
Decerebrační rigidita nastává při přerušení mozkového kmene nad úrovní vestibulárních jader. Projevuje se extenčními křečemi horních i dolních končetin. Je prognosticky závažným příznakem například u mozkových herniací, trombóze bazilární tepny (a. bazilaris) atd.
Decerebrační rigidita je navozena funkční převahou descendentního facilitačního systému retikulární formace (RF), při které dochází k vyřazení inhibičního systému RF. Řez vedený na úrovni interkolikulární linie mezi colliculi superiores a colliculi inferiores, nebo níže až ke hranici mezi středním mozkem a mostem, přetne vlákna pyramidové a mimopyramidové dráhy hybnosti vedoucí z mozkové kůry, bazálních ganglií a mezimozku. Všechny oddíly, které se nacházejí pod místem přetětí jsou tak zbaveny regulačního tlumivého účinku vyšších nervových center. De facto se jedná o projev desinhibice, kdy zesílené propriorecepční reflexy zvýší svalové napětí. Tento nárůst svalového tonu je způsoben zastavením působení tlumivých pyramidových, ale zejména mimopyramidových vlivů na míšní neurony. Tyto míšní neurony jsou ovlivňovány i vestibulárními jádry (skrze vestibulospinální dráhy), které aktivují motoneurony natahovačů (svalových extenzorů).
Při decerebrační rigiditě dochází k poruše koordinace mezi RF, mozečkem, bazálními ganglii a retikulo-, rubro- a vestibulospinálními systémy. Rigidita je zesílena díky vyšší dráždivosti vestibulárních jader a naopak jí oslabuje stimulace mozečku (s výjimkou archicerebella). Také přetětí šlach svalů rigiditu omezí a oslabí skrze vyřazení tlumivých vlivů ze šlachových receptorů.
Poprvé byla decerebrační rigidita popsána nositelem Nobelovy ceny za fyziologii a lékařství Charlesem Scottem Sherringtonem.

## Klinický obraz u zvířete
Na zvířatech je znatelná ztuhlost kosterního svalstva, což způsobí protažení končetin s hlavou zvrácenou dozadu, hřbetem vyklenutým vzhůru, zdviženým ocasem a zaťatými zuby.

## Klinický obraz u člověka

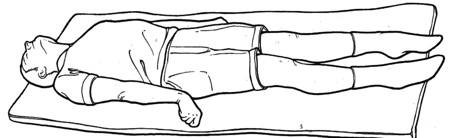
Decerebrační poloha - extenze v loktech

U člověka k ní dochází např. při poškozeních středního mozku v oblasti čtverhrbolí (lamina quadrigemina) po krvácení, nádoru, úrazu atd. Dolní končetiny jsou nataženy a stočeny dovnitř, horní končetiny jsou natažené také a drženy v pronačním postavení. Záda jsou prohnutá a hlava zvrácená dozadu (opistotonus).
V průběhu decerebrační rigidity významně převažuje vliv parasympatiku, tzn. zpomaluje se srdeční činnost, naopak narůstá slinění - aktivita slinných žláz, a žláz nosní sliznice, motilita trávicího traktu i sekrece žaludečních žláz. Při poškození aktivačního systému RF může dojít až ke komatózním stavům v kombinaci s decerebrační rigiditou. Zvýšená ospalost se vyskytuje i po mozkových zánětech.